# Listă de serii cu șase filme
Aceasta este o listă de serii cu șase filme.

Legenda:
- (A) – Serie de filme 100% animate
- (a) – Serie de filme care nu sunt 100% animate și conțin filme artistice ca sequel sau prequel
- (TV) – film de televiziune
- (V) – direct pe video
- (*) – serial TV atașat

## Serii
- The Adventures of Bob and Bill
  1. The Adventures of Bob and Bill (1920)
  2. Catching a Coon (1921)
  3. The American Badger (1921) 
  4. The Civet Cat (1921)
  5. The Skunk (1921)
  6. Trailing the Coyote (1921)
- Alien Nation *
  1. Alien Nation (1988)
  2. Alien Nation: Dark Horizon (1994) (TV)
  3. Alien Nation: Body and Soul (1995) (TV)
  4. Alien Nation: Millennium (1996) (TV)
  5. Alien Nation: The Enemy Within (1996) (TV)
  6. Alien Nation: The Udara Legacy (1997) (TV)
- Alvin and the Chipmunks **
  1. The Chipmunk Adventure (1987)
  2. Alvin and the Chipmunks Meet Frankenstein (1999) (V)
  3. Alvin and the Chipmunks Meet the Wolfman (2000) (V)
  4. Little Alvin and the Mini-Munks (2004) (V)
  5. Alvin and the Chipmunks (2007)
  6. Alvin and the Chipmunks: The Squeakuel (2009)
- Ang Panday * 
  1. Ang Panday (1980)
  2. Pagbabalik ng Panday (1981)
  3. Ang Panday: Ikatlong yugto (1982)
  4. Ang Panday IV (Ika-apat na aklat) (1984)
  5. Dugo ng panday (1993)
  6. Hiwaga ng panday (1998)
- Beethoven *
  1. Beethoven (1992)
  2. Beethoven's 2nd (1993)
  3. Beethoven's 3rd (2000) (V)
  4. Beethoven's 4th (2001) (V)
  5. Beethoven's 5th (2003) (V)
  6. Beethoven's Big Break (2008) (V)
- Boys Life
  1. Boys Life: Three Stories of Love, Lust, and Liberation (1994)
  2. Boys Life 2 (1997)
  3. Boys Life 3 (2000)
  4. Boys Life 4: Four Play (2003)
  5. Boys Life 5 (2006) (V)
  6. Boys Life 6 (2007) (V)
- The Brotherhood
  1. The Brotherhood (2001) (V)
  2. The Brotherhood II: Young Warlocks (2001) (V)
  3. The Brotherhood III: Young Demons (2002) (V)
  4. The Brotherhood IV: The Complex (2005) (V)
  5. The Brotherhood V: Alumni (2009) (V)
  6. Brotherhood VI: Initiation (2009) (V)
- Cappy Ricks
  1. Cappy Ricks (1921)
  2. The Go-Getter (1923)
  3. More Pay - Less Work (1926)
  4. Cappy Ricks Returns (1935)
  5. Affairs of Cappy Ricks (1937)
  6. The Go Getter (1937)
- Care Bears
  1. The Care Bears Movie (1985)
  2. Care Bears Movie II: A New Generation (1986)
  3. The Care Bears Adventure in Wonderland (1987)
  4. Care Bears: Journey to Joke-a-lot (2004) (V)
  5. Care Bears: Big Wish Movie (2005) (V)
  6. Care Bears: Oopsy Does It! (2007) (V)
- Carl Hamilton *
  1. Täcknamn Coq Rouge (1989)
  2. Förhöret (1989) (TV)
  3. Den demokratiske terroristen (1992)
  4. Vendetta (1995)
  5. Tribunal (1995) (TV)
  6. Hamilton (1998)
- City Hunter **** (a)
  1. City Hunter: .357 Magnum (1989) (aka City Hunter: A Magnum of Love's Destination)
  2. City Hunter (1993) (Live-action)
  3. Mr. Mumble (1996) (Live-action)
  4. City Hunter: The Secret Service (1996) (TV)
  5. City Hunter: The Motion Picture (1996) (TV) (aka City Hunter: Goodbye, My Sweetheart)
  6. City Hunter: Death of the Vicious Criminal Ryo Saeba (1997) (aka Ciy Hunter: Death of Evil Ryo Saeba)
- Dr. Christian *
  1. Meet Dr. Christian (1939)
  2. Remedy for Riches (1940)
  3. The Courageous Dr. Christian (1940)
  4. Dr. Christian Meets the Women (1940)
  5. Melody for Three (1941)
  6. They Meet Again (1941)
- Dorf
  1. Dorf on Golf (1987) (V)
  2. Dorf's Golf Bible (1987) (V)
  3. Dorf and the First Games of Mount Olympus (1988) (V)
  4. Dorf Goes Auto Racing (1990) (V)
  5. Dorf Goes Fishing (1993) (V)
  6. Dorf on the Diamond (1996) (V)
- Fantaghirò *
  1. Fantaghirò (1991)
  2. Fantaghirò 2 (1992)
  3. Fantaghirò 3 (1993)
  4. Fantaghirò 4 (1994)
  5. Fantaghirò 5 (1996)
  6. Fantaghirò 6 (1996)
- The Flintstones * (A)
  1. The Man Called Flintstone (1966)
  2. The Jetsons Meet the Flintstones (1987) (TV)
  3. I Yabba-Dabba Do! (1993) (TV)
  4. The Flintstones: Hollyrock-a-Bye Baby (1993) (TV)
  5. A Flintstones Christmas Carol (1994) (TV)
  6. The Flintstones On the Rocks (2001) (TV)
- Le gendarme
  1. Le gendarme de Saint-Tropez (1964)
  2. Le gendarme à New York (1965)
  3. Le gendarme se marie (1968)
  4. Le gendarme en balade (1970)
  5. Le gendarme et les extra-terrestres (1979)
  6. Le gendarme et les gendarmettes (1982)
- Hausfrauen-Report
  1. Hausfrauen-Report 1: Unglaublich, aber wahr (1971)
  2. Hausfrauen-Report 2 (1971)
  3. Hausfrauen-Report 3 (1972)
  4. Hausfrauen Report international (1973)
  5. Hausfrauen-Report 4 (1973)
  6. Hausfrauen-Report 6: Warum gehen Frauen fremd? (1978)
- Henry Latham
  1. Henry, the Rainmaker (1949)
  2. Leave It to Henry (1949)
  3. Father Makes Good (1950)
  4. Father's Wild Game (1950)
  5. Father Takes the Air (1951)
- Herbie the Love Bug *
  1. The Love Bug (1968)
  2. Herbie Rides Again (1974)
  3. Herbie Goes to Monte Carlo (1977)
  4. Herbie Goes Bananas (1980)
  5. The Love Bug (1997) (TV)
  6. Herbie: Fully Loaded (2005)
- Hercules: The Legendary Journeys ***
  1. Hercules and the Lost Kingdom (1994) (TV)
  2. Hercules and the Amazon Women (1994) (TV)
  3. Hercules and the Circle of Fire (1994) (TV)
  4. Hercules in the Underworld (1994) (TV)
  5. Hercules in the Maze of the Minotaur (1994) (TV)
  6. Hercules and Xena: The Animated Movie — The Battle for Mount Olympus (1998) (V)
- Hideshi Hino's Theater of Horror
  1. The Boy From Hell (2004) (aka Jigoku Kozou)
  2. Dead Girl Walking (2004)
  3. Lizard Baby (2004)
  4. The Ravaged House: Zoroku's Disease (2004) (aka Tadareta Ie: Zoroku no Kibyo)
  5. The Doll Cemetery (2004)
  6. Death Train (2004)
- Homunculus
  1. Homunculus, 1. Teil (1916)
  2. Homunculus, 2. Teil - Das geheimnisvolle Buch (1916)
  3. Homunculus, 3. Teil - Die Liebestragödie des Homunculus (1916)
  4. Homunculus, 4. Teil - Die Rache des Homunculus (1916)
  5. Homunculus, 5. Teil - Die Vernichtung der Menschheit (1916)
  6. Homunculus, 6. Teil - Das Ende des Homunculus (1916)
- The Incredible Hulk *
  1. The Incredible Hulk (1977) (TV)
  2. The Return of the Incredible Hulk (1977) (TV)
  3. Bride of the Incredible Hulk (1978) (TV)
  4. The Incredible Hulk Returns (1988) (TV)
  5. The Trial of the Incredible Hulk (1989) (TV)
  6. The Death of the Incredible Hulk (1990) (TV)
- Inner Sanctum Mysteries
  1. Calling Dr. Death (1943)
  2. Weird Woman (1944)
  3. Dead Man's Eyes (1944)
  4. The Frozen Ghost (1945)
  5. Strange Confession (1945)
  6. Pillow of Death (1945)
- The Invisible Man (Universal series)
  1. The Invisible Man (1933)
  2. The Invisible Man Returns (1940)
  3. The Invisible Woman (1940)
  4. Invisible Agent (1942)
  5. The Invisible Man's Revenge (1944)
  6. Abbott and Costello Meet the Invisible Man (1951)
- Jak svet prichází o básníky
  1. Jak svet prichází o básníky (1982)
  2. Jak basnici prichazeji o iluze (1983)
  3. Jak básníkum chutná zivot (1988)
  4. Konec básníku v Cechách (1993)
  5. Jak básníci neztrácejí nadeji (2004)
- Ju-On
  1. Ju-On (2000) (V)
  2. Ju-On 2 (2000) (V)
  3. Ju-On (2003)
  4. Ju-On 2 (2003)
  5. Ju-On: Shiroi Roujo (2009)
  6. Ju-On: Kuroi Shoujo (2009)
- Lone Wolf and Cub *
  1. Lone Wolf and Cub: Sword of Vengeance (1972)
  2. Lone Wolf and Cub: Baby Cart at the River Styx (1972)
  3. Lone Wolf and Cub: Baby Cart to Hades (1972)
  4. Lone Wolf and Cub: Baby Cart in Peril (1972)
  5. Lone Wolf and Cub: Baby Cart in the Land of Demons (1973)
  6. Lone Wolf and Cub: White Heaven in Hell (1974)

The first two films were edited together to make Shogun Assassin (1980)
- Karate Warrior
  1. Karate Warrior (1987)
  2. Karate Warrior 2 (1988)
  3. Karate Warrior 3 (1991)
  4. Karate Warrior 5 (1992)
  5. Karate Warrior 4 (1992)
  6. Karate Warrior 6 (1993)
- Kim Du-han
  1. Shillog Kim Du-han (1974)
  2. Hyeobgag Kim Du-han (1975)
  3. Kim Du-han 3 (1975)
  4. Kim Du-han 4 (1975)
  5. Kim Du-han hyeong shirasoni hyeong (1981)
  6. Kim Du-hangwa seodaemun (1981)
- Leprechaun
  1. Leprechaun (1993)
  2. Leprechaun 2 (1993)
  3. Leprechaun 3 (1994) (V)
  4. Leprechaun 4: In Space (1996) (V)
  5. Leprechaun: In the Hood (2000) (V)
  6. Leprechaun: Back 2 tha Hood (2003) (V)
- Living Dead
  1. Night of the Living Dead (1968)
  2. Dawn of the Dead (1978)
  3. Day of the Dead (1985)
  4. Land of the Dead (2005)
  5. Diary of the Dead (2007)
  6. Survival of the Dead (2010)
- The Lone Ranger ***
  1. Hi-Yo Silver (1940)
  2. The Legend of the Lone Ranger (1952)
  3. The Lone Ranger (1956)
  4. The Lone Ranger and the Lost City of Gold (1958)
  5. Return of the Lone Ranger (1961)
  6. The Legend of the Lone Ranger (1981)
- Mărgelatu 
  1. Drumul oaselor (1980)  
  2. Trandafirul galben (1982)
  3. Misterele Bucureștilor (1983)
  4. Masca de argint (1985)
  5. Colierul de turcoaze (1986)
  6. Totul se plătește (1987)
- Maechun
  1. Maechun (1988)
  2. Maechun 2 (1989)
  3. Maechun 3 (1993)
  4. Maechun 4 (1994)
  5. Maechun 5 (1994)
  6. Maechun 6 (1995)
- Mano Po
  1. Mano Po (2002)
  2. Mano Po 2: My Home (2003)
  3. Mano Po III: My Love (2004)
  4. Mano Po 4: Ako Legal Wife (2005)
  5. Mano Po 5: Gua Ai Di (2006)
  6. Mano Po 6: A Mother's Love (2007)
- Marvel Cinematic Universe (Phase One: Avengers Assembled)
  1. Iron Man (2008)
  2. The Incredible Hulk (2008)
  3. Iron Man 2 (2010)
  4. Thor (2011)
  5. Captain America: The First Avenger (2011)
  6. Marvel's The Avengers (2012)
- Mazinger ** (A)
  1. Mazinger Z Vs. Devilman (1974)
  2. Mazinger Z Vs. The Great General of Darkness (1974)
  3. Great Mazinger tai Getter Robot (1975)
  4. Great Mazinger tai Getter Robot G: Kuchu Daigekitotsu (1975)
  5. UFO Robot Grendizer tai Great Mazinger (1976)
  6. Grendizer, Getter Robot G, Great Mazinger: Kessen! Daikaijuu (1976)
- Megalopolis Expressway Trial (aka Freeway Speedway. Tokyo Speedway)
  1. Megalopolis Expressway Trial (1988)
  2. Megalopolis Expressway Trial 2 (1990)
  3. Megalopolis Expressway Trial 3 (1991)
  4. Megalopolis Expressway Trial 4 (1992)
  5. Megalopolis Expressway Trial 5: Final Battle (1993)
  6. Megalopolis Expressway Trial Max (1996)
- Mountain Strawberries
  1. Mountain Strawberries (1982)
  2. Mountain Strawberries 2 (1985)
  3. Mountain Strawberries 3 (1987)
  4. Mountain Strawberries 4 (1991)
  5. Mountain Strawberries 5 (1992)
  6. Mountain Strawberries 6 (1994)
- Mr. Wong
  1. Mr. Wong, Detective (1938)
  2. The Mystery of Mr. Wong (1939)
  3. Mr. Wong in Chinatown (1939)
  4. The Fatal Hour (1940)
  5. Doomed to Die (1940)
  6. Phantom of Chinatown (1940)
- The Mummy (1932 series)
  1. The Mummy (1932)
  2. The Mummy's Hand (1940)
  3. The Mummy's Tomb (1942)
  4. The Mummy's Ghost (1944)
  5. The Mummy's Curse (1944)
  6. Abbott and Costello Meet the Mummy (1955)
- Once Upon A Time In China
  1. Once Upon a Time in China (1991)
  2. Once Upon a Time in China II (1992)
  3. Once Upon a Time in China III (1993)
  4. Once Upon a Time in China IV (1993)
  5. Once Upon a Time in China V (1994)
  6. Once Upon a Time in China and America (1997)
- Walt Disney's People and Places
  1. The Alaskan Eskimo (1953)
  2. Siam (1954)
  3. Men Against the Arctic (1955)
  4. Switzerland (1955)
  5. Disneyland, U.S.A. (1956)
  6. Lapland (1957)
- Police Story
  1. Police Story (1985)
  2. Police Story 2 (1988)
  3. Police Story 3 (1992)
  4. Once a Cop (1993) (spin-off)
  5. Police Story 4: First Strike (1996)
  6. New Police Story (2004)
- Rocky
  1. Rocky (1976)
  2. Rocky II (1979)
  3. Rocky III (1982)
  4. Rocky IV (1985)
  5. Rocky V (1990)
  6. Rocky Balboa (2006)
- Rugrats ** (alternate series)
  1. The Rugrats Movie (1998)
  2. Rugrats: Acorn Nuts and Diapey Butts (2000) (TV)
  3. Rugrats in Paris: The Movie (2000)
  4. Rugrats Go Wild! (2003)
  5. Rugrats: Tales from the Crib — Snow White (2005) (V)
  6. Rugrats: Tales from the Crib — Three Jacks and a Beanstalk (2006) (V)
- Scattergood Baines
  1. Scattergood Baines (1941)
  2. Scattergood Pulls the Strings (1941)
  3. Scattergood Meets Broadway (1941)
  4. Scattergood Rides High (1942)
  5. Scattergood Survives a Murder (1942)
  6. Cinderella Swings It (1943)
- Sexy Susan
  1. Susanne, die Wirtin von der Lahn (1967)
  2. Frau Wirtin hat auch einen Grafen (1968)
  3. Frau Wirtin hat auch eine Nichte (1969)
  4. Frau Wirtin treibt es jetzt noch toller (1970)
  5. Frau Wirtin bläst auch gern Trompete (1970)
  6. Frau Wirtins tolle Töchterlein (1973)
- Sherlock Holmes (1908 silent series)
  1. Sherlock Holmes (1908)
  2. Sherlock Holmes II (1908)
  3. Sherlock Holmes III (1908)
  4. Sherlock Holmes IV (1909)
  5. Sherlock Holmes V (1909)
  6. Sherlock Holmes VI (1910)
- The Six Million Dollar Man **
  1. The Six Million Dollar Man: The Moon and the Desert (1973) (TV) (Pilot of the TV series)
  2. The Six Million Dollar Man: Wine, Women and War (1973) (TV)
  3. The Six Million Dollar Man: Solid Gold Kidnapping (1973) (TV)
  4. The Return of the Six Million Dollar Man and the Bionic Woman (1987) (TV)
  5. Bionic Showdown: The Six Million Dollar Man and the Bionic Woman (1989) (TV)
  6. Bionic Ever After? (1994) (TV)
- Soldaterkammerater
  1. Soldaterkammerater (1958)
  2. Soldaterkammerater rykker ud (1959)
  3. Soldaterkammerater på vagt (1960)
  4. Soldaterkammerater på efterårsmanøvre (1961)
  5. Soldaterkammerater på sjov (1962)
  6. Soldaterkammerater på bjørnetjeneste (1968)
- Star Trek
  1. Star Trek: The Motion Picture (1979)
  2. Star Trek II: The Wrath of Khan (1982)
  3. Star Trek III: The Search for Spock (1984)
  4. Star Trek IV: The Voyage Home (1986)
  5. Star Trek V: The Final Frontier (1989)
  6. Star Trek VI: The Undiscovered Country (1991)
- Star Wars
  1. Star Wars Episode I: The Phantom Menace (1999)
  2. Star Wars Episode II: Attack of the Clones (2002)
  3. Star Wars Episode III: Revenge of the Sith (2005)
  4. Star Wars Episode IV: A New Hope (1977)
  5. Star Wars Episode V: The Empire Strikes Back (1980)
  6. Star Wars Episode VI: Return of the Jedi (1983)
- Star Wreck
  1. Star Wreck (1992) (V)
  2. Star Wreck II: The Old Shit (1994) (V)
  3. Star Wreck III: The Wrath of the Romuclans (1994) (V)
  4. Star Wreck IV: Kilpailu (1996) (V)
  5. Star Wreck V: Lost Contact (1997) (V)
  6. Star Wreck: In the Pirkinning (2005) (V)
- The Stranger
  1. Summoned by Shadows (1992) (V)
  2. More Than A Messiah (1992) (V)
  3. In Memory Alone (1993) (V)
  4. The Terror Game (1994) (V)
  5. Breach of the Peace (1994) (V)
  6. Eye of the Beholder (1996) (V)
- Suomisen perhe
  1. Suomisen perhe (1941)
  2. Suomisen Ollin tempaus (1942)
  3. Suomisen taiteilijat (1943)
  4. Suomisen Olli rakastuu (1944)
  5. Suomisen Olli yllättää (1945)
  6. Taas tapaamme Suomisen perheen (1959)
- Superman (DC Animated Universe) ****
  1. Superman: The Last Son of Krypton (1996) (TV)
  2. The Batman/Superman Movie (1997) (TV)
  3. Justice League: Secret Origins (2001) (TV)
  4. Justice League: The Darkest Time (2002) (TV)
  5. Justice League: Starcrossed (2004) (TV)
  6. Superman: Doomsday (2007)
- Tactical Unit
  1. PTU (2003) (aka PTU: Police Tactical Unit, Tactical Unit: Into the Perilous Night)
  2. Tactical Unit: The Code (2008)
  3. Tactical Unit: No Way Out (2009)
  4. Tactical Unit: Human Nature (2009)
  5. Tactical Unit: Comrades in Arms (2009)
  6. Tactical Unit: Partners (2009)
- The Thin Man
  1. The Thin Man (1934)
  2. After the Thin Man (1936)
  3. Another Thin Man (1939)
  4. Shadow of the Thin Man (1941)
  5. The Thin Man Goes Home (1944)
  6. Song of the Thin Man (1947)
- Thomas and Friends *
  1. Thomas and the Magic Railroad (2000)
  2. Calling All Engines (2005)
  3. The Great Discovery (2008)
  4. Hero of the Rails (2009)
  5. Misty Island Rescue (2010)
  6. Day of the Diesels (2011)
- Trancers
  1. Trancers (1985)
  2. Trancers II (1991)
  3. Trancers III (1992)
  4. Trancers 4: Jack of Swords (1994)
  5. Trancers 5: Sudden Deth (1994)
  6. Trancers 6 (2002)
- Universal Soldier
  1. Universal Soldier (1992)
  2. Universal Soldier II: Brothers in Arms (1998) (TV)
  3. Universal Soldier III: Unfinished Business (1998) (TV)
  4. Universal Soldier: The Return (1999)
  5. Universal Soldier: Regeneration (2009)
  6. Universal Soldier: Day of Reckoning (2012)
- Urusei Yatsura *
  1. Urusei Yatsura 1: Only You (1983)
  2. Urusei Yatsura 2: Beautiful Dreamer (1984)
  3. Urusei Yatsura 3: Remember My Love (1985)
  4. Urusei Yatsura 4: Lum the Forever (1986)
  5. Urusei Yatsura 5: The Final Chapter (1988)
  6. Urusei Yatsura 6: Always My Darling (1991)
- View Askewniverse *
  1. Clerks (1994)
  2. Mallrats (1995)
  3. Chasing Amy (1997)
  4. Dogma (1999)
  5. Jay and Silent Bob Strike Back (2001)
  6. Clerks II (2006) (Sequel to Clerks)
- X-Men
  1. X-Men (2000)
  2. X2 (2003)
  3. X-Men: The Last Stand (2006)
  4. X-Men Origins: Wolverine (2009)
  5. X-Men: First Class (2011)
  6. The Wolverine (2013)